# Marcel Aubour
Marcel Aubour (Saint-Tropez, 17 giugno 1940) è un ex calciatore francese, di ruolo portiere.

## Carriera
Vinse per due volte la Coppa di Francia: nel 1964 con il Lione e nel 1971 con il Rennes.

## Palmarès

### Club

#### Competizioni nazionali
- Coppa di Francia: 2

O. Lione: 1963-1964
Rennes: 1970-1971
- Supercoppa francese: 1

Rennes: 1971

#### Competizioni internazionali
- Coppa delle Alpi: 1

Stade Reims: 1977